# Terezínská kotlina
Terezínská kotlina je geomorfologický podcelek na severovýchodě Dolnooharské tabule, ležící v okresech Litoměřice v Ústeckém kraji a Mělník ve Středočeském kraji.

## Poloha a sídla

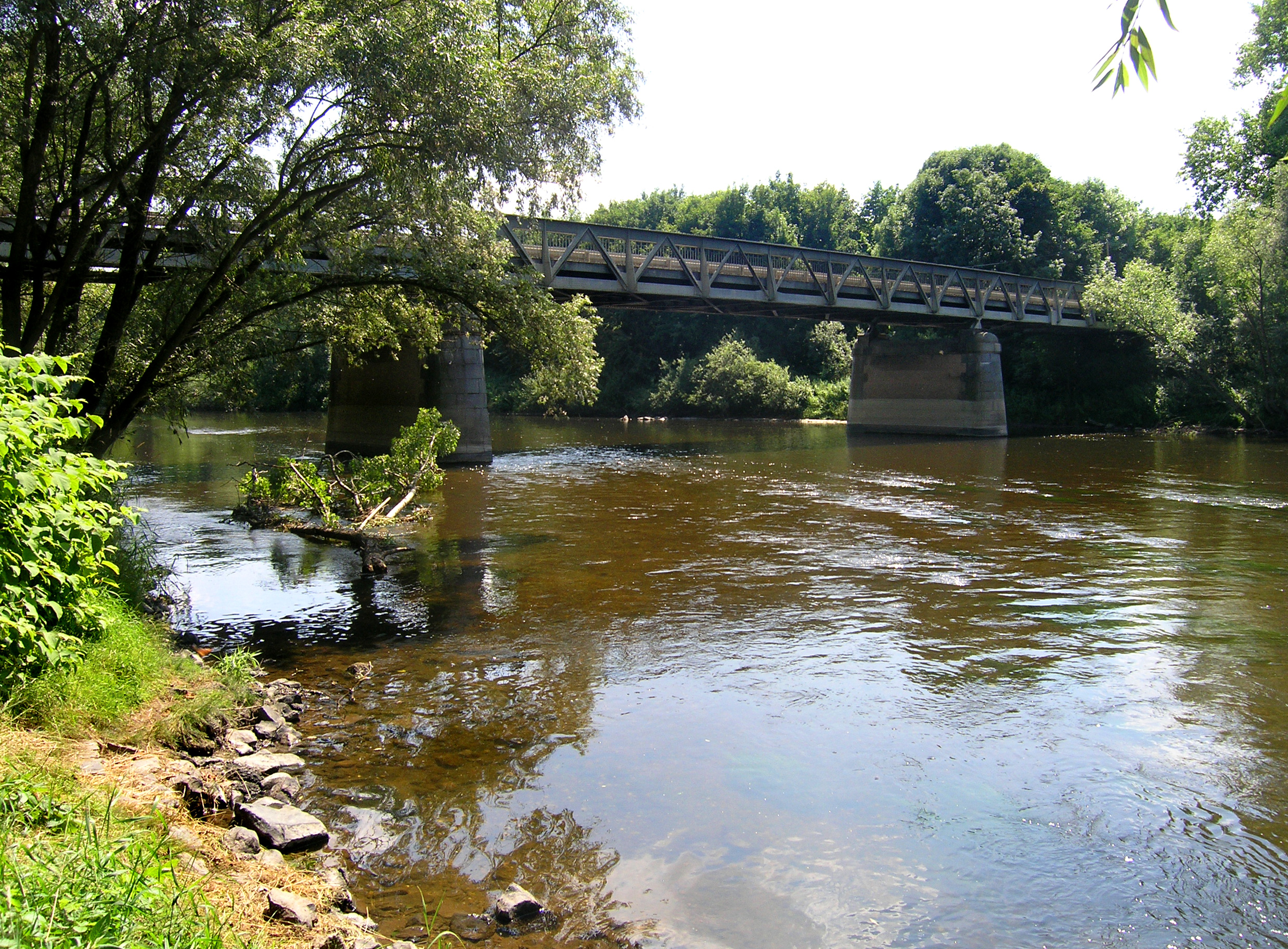
Most přes Ohři u Budyně nad Ohří

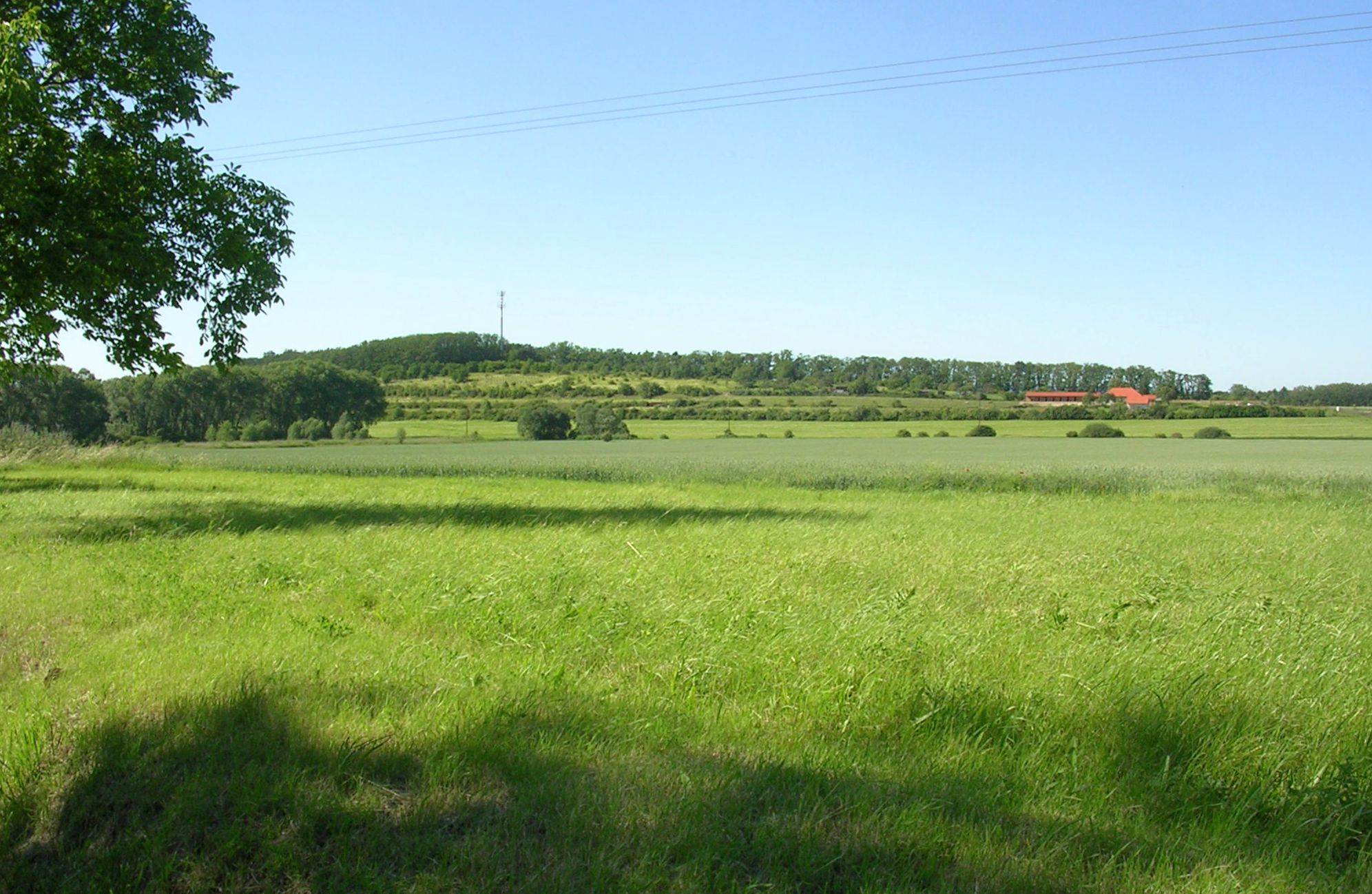
Vrch Klouček od jihu

Podcelek se rozkládá zhruba mezi okresním městem Litoměřice (na severu) a sídly Štětí (na severovýchodě), Dolní Beřkovice (na jihovýchodě), Roudnice nad Labem a Libochovice (na jihu) a Brozany nad Ohří (na jihozápadě). Zcela uvnitř podcelku jsou z větších sídel Lovosice, Terezín, Bohušovice nad Ohří, Budyně nad Ohří a Horní Počaply.

## Geomorfologické členění
Podcelek Terezínská kotlina (dle značení Jaromíra Demka VIB-1C) náleží do celku Dolnooharská tabule. Dále se člení na okrsky Bohušovická rovina (VIB-1C–1) na severozápadě, Budyňská pahorkatina (VIB-1C–2) v centru a na jihozápadě, Polepská rovina (VIB-1C–3) na severu, Oharská niva (VIB-1C–4) na jihozápadě a Roudnická brána (VIB-1C–5) na východě.
Podle členění Balatky a Kalvody má Terezínská kotlina pouze dva okrsky: Lovosická kotlina (ta užívá některé Demkovy okrsky jako podokrsky) a Roudnická brána.
Kotlina sousedí s dalšími podcelky Dolnooharské tabule (Řipská tabule a Hazmburská tabule na jihozápadě) a s celky Ralská pahorkatina na severovýchodě, Jizerská tabule a Středolabská tabule na jihovýchodě a České středohoří na severozápadě.
Kompletní geomorfologické členění celé Dolnooharské tabule uvádí následující tabulka:
| Geomorfologické členění Dolnooharské tabule                            | Geomorfologické členění Dolnooharské tabule | Geomorfologické členění Dolnooharské tabule |
| ---------------------------------------------------------------------- | ------------------------------------------- | ------------------------------------------- |
| ČESKÁ VYSOČINA • Česká tabule • Středočeská tabule                     |                                             |                                             |
| HAZMBURSKÁ TABULE                                                      | Klapská tabule                              | Hazmburk (429 m)                            |
| HAZMBURSKÁ TABULE                                                      | Dolnooharská niva                           |                                             |
| HAZMBURSKÁ TABULE                                                      | Lounská pahorkatina                         |                                             |
| HAZMBURSKÁ TABULE                                                      | Smolnická stupňovina                        |                                             |
| ŘIPSKÁ TABULE                                                          | Perucká tabule                              |                                             |
| ŘIPSKÁ TABULE                                                          | Krabčická plošina                           | Říp (461 m)                                 |
| TEREZÍNSKÁ KOTLINA                                                     | Bohušovická rovina                          |                                             |
| TEREZÍNSKÁ KOTLINA                                                     | Budyňská pahorkatina                        | Mrchový kopec (211 m)                       |
| TEREZÍNSKÁ KOTLINA                                                     | Polepská rovina                             |                                             |
| TEREZÍNSKÁ KOTLINA                                                     | Oharská niva                                |                                             |
| TEREZÍNSKÁ KOTLINA                                                     | Roudnická brána                             |                                             |
| PROVINCIE • Subprovincie • Oblast / Celek / PODCELEK • Okrsek • Vrchol |                                             |                                             |

## Nejvyšší vrcholy
Nejvyšším vrcholem Terezínské kotliny je Mrchový kopec (211 m n. m.). Jiné dva vrcholy zde jsou však pravděpodobně vyšší.
| název vrcholu | výška (m n. m.) | podřazená jednotka   |
| ------------- | --------------- | -------------------- |
| Mrchový kopec | 211             | Budyňská pahorkatina |
| Na Průhonu    | 212             | Roudnická brána      |
| Klouček       | 212             | Roudnická brána      |
| Skála         | 210             | Budyňská pahorkatina |